# Coelioxys soledadensis
Coelioxys soledadensis là một loài Hymenoptera trong họ Megachilidae. Loài này được Cockerell mô tả khoa học năm 1909.